# Eklunda och Marielund
Eklunda och Marielund är en bebyggelse i Ärentuna socken i Uppsala kommun. Från 2015 avgränsar SCB här en småort.